# Sacramentstoren (Sint-Pieterskerk)

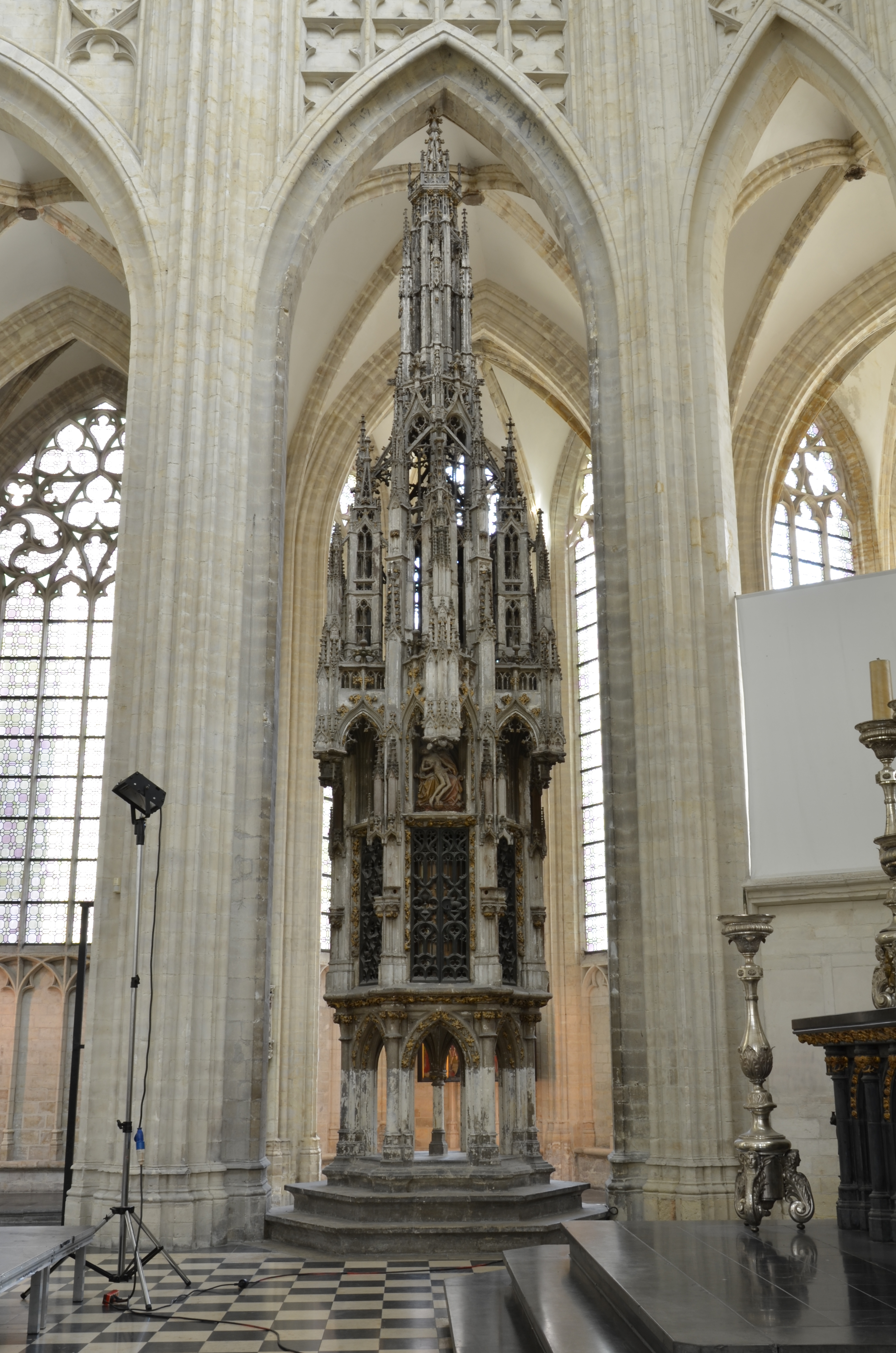

In het koor van de Leuvense Sint-Pieterskerk bevindt zich een twaalf meter hoge sacramentstoren naar ontwerp van bouwmeester Matheus de Laeyens uit 1450. Hij werd besteld door de Broederschap van het heilig Sacrament. Vanaf het midden van de 15e eeuw kwamen sacramentstorens vaak voor. Het zijn tabernakels in de vorm van een toren, waarin het heilig Sacrament, een hostie, bewaard werd. Dit ontwerp was geen uitzondering: in dit exemplaar zijn daarom deurtjes voorzien aan de koorzijde en in de richting van de twee noordelijke kranskapellen, die de Broederschap van het heilig Sacrament in 1432 van het kapittel van Sint-Pieter geschonken kreeg. Sacramentstorens werden regelmatig gebouwd tot in de 17e eeuw. Toen besliste de Kerk dat het tabernakel in het midden van het altaar geplaatst moest worden.
De toren in de Sint-Pieterskerk werd vervaardigd naar de plannen van bouwmeester Matthijs de Layens uit 1450. Dit maakt hem de oudst bewaarde sacramentstoren in België. Naast deze vond men in Leuven vroeger nog zes andere, namelijk in de kerken van Sint-Jacob, Sint-Kwinten (twee exemplaren), de Abdij van Park, de Sint-Geertruiabdij en in het klooster van de Celestijnen te Heverlee. Enkel de eerstgenoemde bestaat nog. In Vlaams-Brabant zijn er nog enkele sacramentstorens uit de 16e en 17e eeuw te bezichtigen, met name in Zoutleeuw, Zuurbemde en Diest.

## Beschrijving
De opbouw van de sacramentstoren bestaat uit een open onderstel als basis, met daarboven het eigenlijke tabernakel en vervolgens reliëfs met het lijden van Christus en ten slotte een rijkelijk uitgewerkte torenbekroning. Zes nissen op het derde niveau bekronen de zijden van het tabernakel. Hierin stonden reliëfs die passietaferelen afbeeldden, maar op een na zijn deze allemaal verloren gegaan, net als de apostelfiguren die rondom het tabernakel stonden. Bij een restauratie van de toren werden deze beelden wel teruggeplaatst. Het enige overgebleven originele fragment is de Genadestoel, waarin een tronende God de Vader het dode lichaam van zijn Zoon ondersteunt. Het thema van de genadestoel is nog drie keer vertegenwoordigd in de Sint-Pieterskerk, namelijk op de rugzijde van het rechterzijpaneel van de Edelheeretriptiek (1443), en in de grafmonumenten van Michaël Scribaens (circa 1504) en Adolf van Baussele (circa 1559).
Het eigenlijke  tabernakel neemt de tweede verdieping in en is omsloten door panelen met maaswerk en eucharistische symbolen (kelk en lam). Op de hoeksteunen staan in de nissen de twaalf apostelen afgebeeld: zij waren getuigen bij de instelling van het sacrament der eucharistie.